# Ужнор

Ужнор — река в России, протекает по Чердынскому району Пермского края.

## Описание
Течёт преимущественно в юго-западном направлении. Устье реки находится в 65 км по левому берегу реки Пильва. Длина реки составляет 12 км. Населённых пунктов на берегах реки нет.

## Данные водного реестра
По данным государственного водного реестра России относится к Камскому бассейновому округу, водохозяйственный участок реки — Кама от истока до водомерного поста у села Бондюг, речной подбассейн реки — бассейны притоков Камы до впадения Белой. Речной бассейн реки — Кама.
По данным геоинформационной системы водохозяйственного районирования территории РФ, подготовленной Федеральным агентством водных ресурсов:
- Код водного объекта в государственном водном реестре — 10010100112111100003680
- Код по гидрологической изученности (ГИ) — 111100368
- Код бассейна — 10.01.01.001
- Номер тома по ГИ — 11
- Выпуск по ГИ — 1